# Mongausy
Mongausy (auf gaskognisch Montgausin) ist eine französische Gemeinde mit 90 Einwohnern (Stand 1. Januar 2022) im Département Gers in der Region Okzitanien. Sie gehört zum Arrondissement Auch und zum Kanton Val de Save.
Nachbargemeinden sind Saramon im Nordwesten, Saint-Martin-Gimois im Norden, Saint-Soulan im Nordosten, Montamat im Osten, Gaujac im Südosten, Pellefigue im Süden und Saint-Élix-d’Astarac im Westen.

## Bevölkerungsentwicklung
| Jahr                       | 1962 | 1968 | 1975 | 1982 | 1990 | 1999 | 2008 | 2016 |
| -------------------------- | ---- | ---- | ---- | ---- | ---- | ---- | ---- | ---- |
| Einwohner                  | 108  | 83   | 89   | 77   | 75   | 64   | 76   | 74   |
| Quellen: Cassini und INSEE |      |      |      |      |      |      |      |      |